# Riu Rialb (Andorra)
El riu Rialb és un riu muntanyenc del Pirineu situat al terme del comú d'Ordino i a prop d'eEl Serrat, a l'extrem nord del Principat d'Andorra. El riu Rialb és un riu de la capçalera de la Valira del Nord.
El riu Rialb s'ajunta amb el riu de Sorteny a la Pleta de la Rabassa i junts aflueixen al riu de Tristaina iniciant a el Serrat la Valira del Nord o d'Ordino. El riu Rialb té una llargària aproximada de 4 km i transcorre per la vall de Rialb, una petita vall d'alta muntanya amb una conca que s'acosta a les 1.100 ha (11 km²). La vall del Rialb està envoltada per cims i crestes que la tanquen i la separen de la coma de Varilles a l'oest i de la vall de Sorteny al sud-est. Pel nord i pel nord-est, els cims fan partió muntanyenca amb l'Arieja.
El Rialb neix a la Font Blanca (2.554 m), sota el vessant oriental del pic de la Font Blanca (2.903 m), en una coma força planera on hi ha estanyols i rierols que formen petits meandres als planells de Rialb (2.072 m). El riu, inicialment, transcorre d'oest a est a la part més alta, fins a arribar al torrent que baixa del port de Banyell, al marge esquerre, per on també baixen les aigües de la font i els estanyons de Banyell (estany Salvat 2.349 m). En aquest punt gira cap al sud passant a prop del refugi de Rialb. Més avall segueix per la Font Freda (1.902 m) i per la pleta de la Rabassa, més engorjat, ja a prop de l'aparcament del Parc Natural de la Vall de Sorteny on conflueix amb el riu de Sorteny a una altitud de 1.700 m, a 1 km al nord-est del Serrat.